# Antonello Venditti
 (janvier 2019).
Si vous disposez d'ouvrages ou d'articles de référence ou si vous connaissez des sites web de qualité traitant du thème abordé ici, merci de compléter l'article en donnant les références utiles à sa vérifiabilité et en les liant à la section « Notes et références ».
Pour les articles homonymes, voir Venditti.
Antonio Venditti, dit Antonello Venditti  (né le 8 mars 1949 à Rome) est un chanteur, compositeur et pianiste italien, connu depuis les années 1970 pour ses textes sur des thèmes sociaux (principalement le prolétariat, mais aussi des thèmes comme l'émigration et les émarginations urbaines par exemple). Actuellement, il a à son actif près d'une vingtaine d'albums, enregistrés depuis 1972.

## Biographie
Antonio Venditti est né dans le quartier Trieste à Rome (à Via Zara 13 plus précisément). Il est le fils d'une famille appartenant à la moyenne-haute bourgeoisie italienne, d'un père, Vincenzino Italo, fonctionnaire d'État qui deviendra plus tard vice- préfet de Rome et d'une mère, Wanda Sicardi, enseignante de latin et de grec. Cette dernière, lorsqu'il a neuf ans, le pousse à faire du piano mais à quatorze ans, il arrête, peu intéressé par l'aspect académique de l'étude, sans pour autant renoncer à sa passion pour la musique. C'est ainsi qu'il écrit ses premières chansons à quatorze ans, en romain, Sora rosa, et Roma capoccia. Peu après, il commence à fréquenter le Folkstudio, haut lieu de la nouvelle chanson d'auteur, où il croise Ernesto Bassignano (it), Edoardo De Angelis (it), et Francesco De Gregori, avec qui il va se produire en duo. Cette collaboration est remarquée par le producteur Vincenzo Micocci (it) qui leur fait signer leur premier contrat en 1969. En 1972, c'est la consécration, avec la sortie de Theorius Campus, où les deux auteurs interprètent leurs premières chansons. Cette même année, Antonello Venditti sort avec un certain succès, son propre album en solo, intitulé L'Orso Bruno. En effet, son association avec Francesco De Gregori tourne court et leur coopération s'achève, mais la carrière de Venditti est lancée.
Plus tard, fan de football et de l'AS Rome, Venditti écrit en 1983 Grazie Roma, en hommage à son équipe favorite qui vient de remporter le championnat d'Italie. Cette chanson devient l'hymne des supporteurs romains, et Venditti donne un concert gratuit au Circus Maximus (Rome), devant près de 100 000 spectateurs.
En 1984, Antonello Venditti connaît son seul succès en France avec le 45 tours Ci vorrebbe un'amico (tiré de l'album Cuore)
En 1985, il crée sa propre maison de disques, Heinz Music, avant de connaître son plus grand succès de vente avec l'album In Questo Mondo Di Ladri, sortie en 1988 et vendu à 1 400 000 exemplaires. C'est un triomphe pour ce chanteur atypique et éloigné des modes et tendances du moment.
Dans les années 1990, il sort plusieurs compilations et se confirme comme un des auteurs-compositeurs italiens les plus populaires.

## Caractéristiques des chansons
Venditti a publié beaucoup de chansons qui abordent des thèmes sociaux, principalement à propos du prolétariat urbain, auquel il est particulièrement attaché politiquement encore aujourd'hui. Dans l'ensemble, on peut citer :
- Canzone per Seveso dans laquelle il aborde le thème de la catastrophe de Seveso
- Chen il cinese
- Eroi minori dédiée aux agents de surveillance de Giovanni Falcone et Paolo Borsellino
- E li ponti so' soli dans laquelle il aborde le thème de l'émigration et de l'émargination urbaine

## Discographie
- 1972 : Theorus Campus
- 1972 : L'orso bruno
- 1973 : Le cose della vita
- 1974 : Quando verrà Natale
- 1975 : Lilly
- 1976 : Ullalla
- 1978 : Sotto il segno dei pesci
- 1979 : Buona domenica
- 1982 : Sotto la pioggia
- 1983 : Circo Massimo
- 1984 : Cuore
- 1985 : Centocittà
- 1986 : Venditti e segreti
- 1988 : In questo mondo di ladri
- 1990 : Gli anni '80
- 1991 : Diario
- 1991 : Benvenuti in paradiso
- 1992 : Da San Siro a Samarcanda (Double Album Live)
- 1995 : Prendilo tu questo frutto amaro
- 1997 : Antonello nel Paese delle Meraviglie
- 1999 : Goodbye Novecento
- 2000 : Se l'amore è amore
- 2001 : Circo Massimo (live)
- 2002 : Il coraggio e l'amore. Se l'amore è amore (Vol.2)
- 2003 : Che fantastica storia è la vita
- 2004 : Campus live
- 2007: Dalla Pelle al Cuore
- 2009 : Le donne
- 2011: Unica
- 2015: Tortuga
- 2019: Sotto Il Segno Dei Pesci